# Una domenica notte
Una domenica notte è un film del 2013 diretto da Giuseppe Marco Albano. Il titolo del lungometraggio si ispira al brano omonimo del cantautore Brunori Sas che partecipa al film non solo musicalmente ma anche attraverso un piccolo cameo.

## Trama
Antonio Colucci ha 46 anni ed è un uomo che avrebbe voluto essere un grande regista di film horror e che venti anni prima sembrava promettere bene. Il suo primo lungometraggio si è rivelato un fiasco. Nel frattempo si sposa, ha un figlio e divorzia. La quotidianità e la mancanza di intraprendenza lo bloccano nella sua cittadina di provincia dove il miraggio del cinema lentamente svanisce. Antonio però decide di riprovarci, approfittando di una storia incentrata su un solo personaggio e di una location unica. Stretto tra i debiti, vicissitudini famigliari e piccoli saltuari lavori come regista di corti a scuola o per il comune, il povero Antonio cerca disperatamente un mecenate, un finanziatore che possa dargli una mano dal punto di vista economico.

## Produzione
Il film è ambientato nella provincia di Matera.